# Оріол де Болос
Оріол де Болос і Капдевіла (ісп. Oriol de Bolòs i Capdevila; 1924—2007) — іспанський ботанік, птерідолог, фітоценолог. Був спеціалістом з флори Каталонії та Іспанії, Макаронезії та Бразилії.